# Manuel Antonio de Varona
Manuel Antonio de Varona y Loredo (25 de noviembre de 1908 en Camagüey, Cuba - 29 de octubre de 1992 en Miami, Florida, Estados Unidos) también conocido como Tony de Varona, fue un abogado y político cubano.

## Primeros años
En su juventud Antonio de Varona participó en las protestas estdiantiles de 1924 en contra del presidente Alfredo Zayas y Alfonso por lo cual fue brevemente encarcelado. Apoyo las protestas lideradas por Julio Antonio Mella en contra del presidente Gerardo Machado. En 1927 fundó la revista "La Voz Estudiantil". Es encarcelado varias veces durante el régimen de Machado y expulsado a Estados Unidos. Después de la Revolución del Treinta es uno de los fundadores del Partido Revolucionario Cubano Auténtico.

## Vida política
Antonio de Varona fue el 7° primer ministro de Cuba entre 1948 y 1950 y se desempeñó como presidente del Senado cubano. En 1951 clausuró brevemente el periódico Hoy del Partido Socialista Popular. Fue firmante del pacto de Caracas.
En 1960 Varona se exilió en los Estados Unidos después de denunciar el régimen comunista de Fidel Castro. Fue miembro del Frente Revolucionario Democrático Cubano y del Consejo Revolucionario Cubano (1961-1964). Esta enterrado en el Cementerio conmemorativo de Flagle.

## Familia
Tuvo tres hijos: Carlos de Varona Segura, quien participó en la Invasión de Bahía de Cochinos, Emelina Ivette e Ivonne de Varona Ruisanchez.

## Libros
- El drama de Cuba ante América (1960).[6]